# Pinhalzinho (kommun i Brasilien, Santa Catarina)
Pinhalzinho är en kommun i Brasilien.   Den ligger i delstaten Santa Catarina, i den södra delen av landet, 1 300 km söder om huvudstaden Brasília. Antalet invånare är 16 335.
Omgivningarna runt Pinhalzinho är en mosaik av jordbruksmark och naturlig växtlighet. Runt Pinhalzinho är det ganska tätbefolkat, med 90 invånare per kvadratkilometer.